# Synthetonychia wairarapae
Synthetonychia wairarapae is een hooiwagen uit de familie Synthetonychidae.